# Saccopharynx harrisoni
Saccopharynx harrisoni es el nombre científico de una especie de pez abisal perteneciente al género Saccopharynx. Es una especie batipelágica que habita en la zona occidental del océano Atlántico, en concreto en la zona de las Bermudas. 